# 塞维航空
塞维航空（Civair）是一家经营直升機包機业务的南非航空公司，總部設在開普敦。
在2004年3月，塞维航空開始了其作为廉價航空公司的航空业服務，经营一条从開普敦出发飞往倫敦倫敦斯坦斯特德機場的航線，一週三班，由一架波音747执飞。
在2004年12月，約7,400名乘客準備乘坐航機時，塞维航空宣布没有可供运营的飛機或任何替代飞机。

## 歷史
在1989年，Civair提供了直升機的商業包機服務。

### 組織結構
Civair直升機CC提供了直升機和固定翼機的包機服務。主要商業組織，Civair航空（控股）公司所以要經營網絡為基礎的國際廉價航空服務。

## 機隊
在2004年，Civair有6架直升機和6架飛機，它擁有一架Kingair 900飛機價值50,000元，以下是詳細列表：
直升機:
- 2 貝爾噴氣直升機
- 1 休斯 500
- 2 羅賓遜 R44
- 1 BO 105

飛機:
- 1 Strikemaster Jet
- 1 塞斯納 207
- 1 塞斯納 414
- 2 皮拉圖斯 PC12
- 1 Beech Kingair 200

## 外部連結
- 官方網站 （页面存档备份，存于）

## 備註
1. 1 2  . 國際飛行. 2007-04-03: 66–67.